# Pak Szungdzsin
Pak Szungdzsin (hangul: 박승진, RR: Pak Seung-Zin; 1941. január 11. – 2011. augusztus 5.) észak-koreai labdarúgó.
Észak-Koreát színiben szerepelt az 1966-os angliai labdarúgó-világbajnokságon, ahol két gólt szerzett Chile és Portugália ellen. Ő volt az első ázsiai labdarúgó, aki gólt szerzett a világbajnoki tornán.

## Fordítás
- Ez a szócikk részben vagy egészben  a   Pak Seung-zin című angol Wikipédia-szócikk fordításán alapul.  Az eredeti cikk szerkesztőit annak laptörténete sorolja fel. Ez a jelzés csupán a megfogalmazás eredetét és a szerzői jogokat jelzi, nem szolgál a cikkben szereplő információk forrásmegjelöléseként.